# 紀嫣然
紀嫣然，黃易《尋秦記》中的女主角，是男主角項少龍的妻子。外號「紀才女」，艷麗脫俗、風華絕代，與秦國琴清並稱戰國雙絕。為越國遺族，居於魏國，武功高強，是魏國三大劍客之一。嫁給項少龍後，多番為丈夫出謀劃策，乃項少龍最為寵愛的妻子。而且由於紀嫣然鮮明的人格特質，可以說是黃易筆下最廣為人知的女人物之一。
《尋秦記》形容紀嫣然是一位膚若凝脂，容光明豔，有若仙女下凡的美女，在那些婢女簇擁之下，眾星捧月般嫋嫋婷婷移步而至，秋波顧盼中妙目含情。她頭上梳的是流行的墮馬髻，配合著她修長曼妙的身段，纖細的蠻腰，修美的玉項，潔白的肌膚，輝映間更覺嫵媚多姿，
明豔照人。眸子又深又黑，顧盼時水靈靈的光采照耀，難怪豔名遠播，實在是動人至極。身穿的是白地青花的長褂，隨著她輕盈優美、飄忽若仙的步姿，寬闊的衣袖開合遮掩，更襯托出她儀態萬千的絕美姿容。明眸皓齒的外在美，與風華煥發的內在美，揉合而成一幅美人圖畫。

## 生平
紀嫣然是越國後人，一直定居於魏國的雅湖小築。紀嫣然多才多藝，文韜武略、琴棋書畫樣樣精通，也因此有自己獨立的思想。紀嫣然最喜在午休小憩後與各國名流相侯談論交流，然而在座者多是慕紀嫣然美名而來，唯獨項少龍憑其現代人的智慧擄獲紀嫣然的芳心。紀嫣然幫助項少龍逃離魏國後，與項少龍在邯鄲相會，並且結為夫妻。
紀嫣然隨項少龍返回秦國後，多次為丈夫出謀劃策，同時也會和丈夫切磋武藝，後來更成為小盤的太傅。小盤加冕典禮後，隨項少龍及烏氏族人逃出秦國到達塞北牧場，過著與世無爭的生活。

## 武功
是魏國三大劍客之一，初期劍法尤勝項少龍。紀嫣然除了是名出色的劍客外，槍也是其擅使的兵器。